# Guerra contra o narcotráfico no México

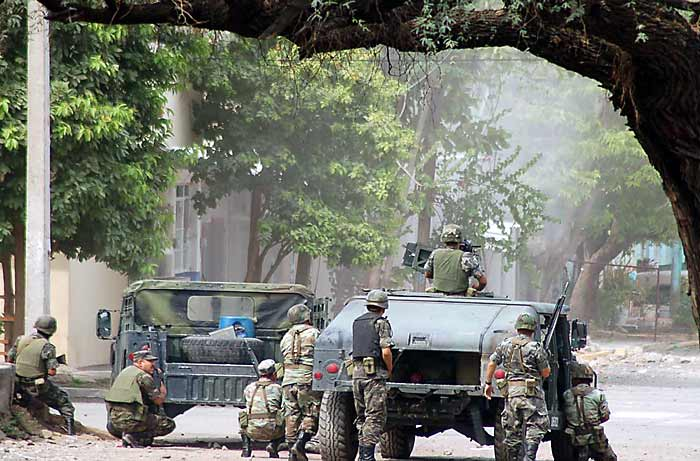
Soldados do Exército mexicano confrontando integrantes de cartéis de drogas em Michoacán, agosto de 2007.

Guerra contra o narcotráfico no México é um conflito armado entre cartéis de drogas ilegais pelo controle regional e contra as forças armadas do governo mexicano e milícias locais (os vigilantes). Desde 2006, quando a intervenção militar mexicana em larga escala começou, o governo central se dispôs a acabar com a violência relacionada ao narcotráfico. Além disso, um dos principais objetivos seria desmantelar os grupos de traficantes e não necessariamente deter o processo de venda de entorpecentes, que é deixado a cargo dos agentes policiais estadunidenses na fronteira.
Apesar dos cartéis mexicanos de drogas, ou outras organizações criminosas de traficantes, existirem há décadas, eles se tornaram mais poderosos devido ao enfraquecimento dos cartéis colômbianos de Cali e Medellín na década de 90. Os traficantes mexicanos agora dominam a venda de entorpecentes no atacado e, segundo relatórios, em 2007 era responsável por 90% da cocaína que entrava nos Estados Unidos.
A prisão de líderes de algumas das principais organizações criminosas mexicanas, particularmente dos cartéis de Tijuana e do Golfo, descentralizou o comando das transações de drogas e aumentou o surgimento de diversas grupos que lutaram entre si pelo controle dos pontos de venda e, principalmente, dos pontos de distribuição de drogas, especialmente para os Estados Unidos.
Segundo analistas, as vendas no atacado de drogas ilícitas feitas por cartéis mexicanos geram um lucro estimado de US$13,6 bilhões a quase US$49,4 bilhões de dólares anuais.
Ao fim da administração do presidente Felipe Calderón (2006–2012), foi estimado que ao menos 60 000 pessoas morreram na guerra às drogas no México. Contudo, alguns indicadores afirmam que o número de homicídios pode chegar a mais de 100 000 pessoas, se somar as que estão desaparecidas (e provavelmente mortas).
Nos últimos anos, a situação no México vem se deteriorando. O número de mortos aumentou consideravelmente e a violência perpetrada pelos cartéis piorou. Em 2014, milícias populares surgiram em algumas cidades mexicanas (especialmente no estado de Michoacán) para combater os cartéis que, segundo eles, brutalizavam a população. Acusando a polícia e o governo de serem tremendamente corruptos, eles buscavam fazer justiça "com as próprias mãos". O governo do México enviou tropas federais e a violência na região se intensificou consideravelmente.

## Perseguição política
Jornalistas tem sido massacrados pelo tráfico e isso tem justificado o governo perante a opinião pública o monitoramento clandestino das agências de notícias. O tráfico tem contribuído para salvar as finanças dos bancos do país. Tem havido deserções da polícia federal mexicana para o tráfico a mais de 3 mil membros. Tem havido deserções até por parte da DEA.